# آندرانیک اواساپیان
آندرانیک «اَندی» اواساپیان (ارمنی: Անդրանիկ Օվասափեան؛ ۲۷ ژانویه ۱۹۳۶ – ۱۷ ژوئن ۲۰۱۰) یک پزشک و متخصص بیهوشی ایرانی ارمنی‌تبار بود که برای توسعه و آموزش مدیریت راه هوایی و لوله‌گذاری تراشه با استفاده از درون‌بین فیبر نوری شناخته می‌شود. او بنیانگذار انجمن مدیریت راه هوایی و استاد دانشگاه علوم پزشکی شیراز، دانشگاه نورث‌وسترن و دانشگاه شیکاگو بود.

## اوایل زندگی و تحصیلات
آندرانیک اواساپیان در ۲۷ ژانویه ۱۹۳۶ در اراک زاده شد. او در مدرسه ارمنی‌ها و سپس مدرسه پهلوی درس خواند و در سال ۱۹۶۱ در رشته پزشکی از دانشگاه شیراز (دانشگاه علوم پزشکی شیراز کنونی) فارغ‌التحصیل شد. او در همان سال به عنوان دستیار و فلوشیپ پژوهشی در بیمارستان نمازی پذیرفته شد. اواساپیان در سال ۱۹۶۳ دوره دستیاری و فلوشیپ خود را در بیمارستان دانشگاه پنسیلوانیا آغاز کرد.